# Afonso Alvares Guerreiro
Afonso Alvares Guerreiro (?, Almodôvar - 1577) foi um escritor português.
Dispõe-se de pouca informação sobre ele, mas sabe-se que foi Doutor em Direito Civil e Canónico. Passou por Itália onde, em plena época do Renascimento, foi presidente da chancelaria de Nápoles e do bispado de Monopoli, cargo para o qual foi nomeado em 1571. Deixou várias obras em latim.